# 赤德祖赞
赤德祖赞（藏語：ཁྲི་ལྡེ་གཙུག་བརྟན།，威利转写：Khri-lde-gtsug-btsan，藏语拼音：Kridê Zukzain，704年—755年），名野祖如（藏語：རྒྱལ་གཙུག་རུ།），绰号梅阿迥（藏語：མེས་ཡག་ཚོམས，威利转写：Mes-ag-tshoms），是吐蕃第36任赞普，705年至755年在位。
他在位期间迎娶了唐朝金城公主，此后多次與唐朝交戰，又多次向唐朝議和。此外又與唐朝、黑衣大食（阿拔斯王朝）争夺西域的霸权，并将南诏招诱为吐蕃的属国。
公元755年，赤德祖赞的大臣朗·梅色和末·东则布二人，于亚着贝擦城将赤德祖赞害死。
赤德祖赞在汉文文献《旧唐书·吐蕃传》、《册府元龟》、《新唐书·吐蕃传》及《资治通鉴》中皆作弃隶蹜赞或弃隶缩赞。又译尺带珠丹。

## 生平

### 冲龄践祚，祖母听政
赤德祖赞是杜松芒波杰的儿子，原名野祖如（藏語：རྒྱལ་གཙུག་རྱུ།）。由于其胡须长如老翁，因此有“梅阿迥”（ 藏語：མེས་ཡག་ཚོམས，意思是“胡须先祖王”）的绰号。
704年，杜松芒波杰在征讨六诏期间病死于军中。吐蕃没有强有力的统治者，且内无谋臣，外无良将，因此政局动荡不安。属国起兵反抗，居心叵测的大臣们也纷纷叛乱。从705年开始，大臣岱仁巴农囊扎（藏語：ལྡེག་རེན་པའ་མནོནསྣང་གྲགས།）、开桂多囊（藏語：ཁེ་རྒད་མདོ་སྣང་།）叛乱于那拉山，西南的属国尼婆罗、悉立也发生了叛乱。赤德祖赞的祖母没庐氏赤马类（藏語：འབྲོ་བཟའ་ཁྲི་མ་ལོད་བཁྲི་སྟེང་།）执掌朝政，先后平定各地叛乱，“赞普兄”拉跋布被迫引退，赤德祖赞成为赞普。709年平定了悉立。又先后处罚一些大臣，鞏固政權的基礎。

### 迎娶金城公主
在平定内乱的同时，为了防止唐朝趁机进攻吐蕃，没庐氏曾于708年和709年两次遣使请求和亲，但皆被唐朝拒绝；710年又派遣尚赞咄（藏語：ཞང་བཙན་ཏོ་རེ་ལྷས་བྱིན།）赴长安请求和亲。最终唐中宗决定14岁的宗室女金城公主和亲吐蕃。唐中宗十分宠爱金城公主，命令左骄卫大将军杨矩为使节，护送金城公主入蕃；唐中宗亲自送行到始平县（今陕西兴平市），涕泣而别。与文成公主入蕃时一样，金城公主同样携带了大量唐朝的经书、历法书籍以及医学著作。吐蕃用大量钱财贿赂杨矩，向唐中宗请求赠送河西九曲之地作为金城公主的汤沐邑，唐中宗同意了。河西九曲是一块临近唐朝京畿一带的水草丰美之地，适宜畜牧业的发展。后来这里成为了吐蕃入侵唐朝的重要据点。
根据一些藏文文献的记载，赤德祖赞派人迎金城公主入蕃，途中得知自己将要嫁给的是一位满脸胡须的男子，以为赤德祖赞是个老头，因此十分失望。赤德祖赞得知后派人对金城公主说如果她不愿意来，可以派人礼送她回去。但金城公主拒绝了他的提议，仍旧来到吐蕃。
金城公主到达吐蕃后，自筑城而居。后来赤德祖赞将她立为王妃，其地位仅次于从姜域（藏語：ལྗང་གི་ཡུལ，位于今云南一带，当时为六诏）娶来的王后姜·墀尊（藏語：བཙུན་མོ་ལྗང་མོ་ཁྲི་བཙུན）。
712年，群臣上尊号“赤德祖赞”。同年，祖母没庐氏病逝，由大论韦·乞力徐尚年（藏語：དབའས་ཁྲི་གཟིགས་ཞང་ཉེན།，汉文文献作乞力徐）摄政。

### 对外的军事扩张
714年，吐蕃遣使赴长安，请求唐朝派使臣前来会盟，并要求以河源一带为边界。唐玄宗派遣左散骑常侍解琬前去会盟。但吐蕃对会盟的结果十分不满，派大论乞力徐、大将坌达延（藏語：འབོད་ད་རྒྱལ།）率兵十万，从河西九曲之地出发入侵唐朝，袭击临洮（今甘肃岷县）、兰州、渭州（今甘肃陇西县东南）一带，掠夺唐朝的御马。杨矩畏罪自杀。随后唐玄宗诏以薛讷为陇右防御使、王晙为陇右群牧使，大破蕃军于洮水之畔的武街（今甘肃临洮县东），随后进入河西九曲一带，拆毁吐蕃建立的城堡和桥梁。
武街之战后，唐蕃关系恶化。吐蕃遣使通好于白衣大食（倭玛亚王朝）、突厥、突骑施等国，多次骚扰唐朝的西部边境，皆被唐朝击退。715年，吐蕃联合黑衣大食攻打西域的费尔干纳盆地地区，介入拔汗那国的王位继承斗争，但为唐朝所败。此后又于717年与突骑施、黑衣大食入侵安西四镇，战于塔里木盆地西北，但战败。717年，吐蕃向唐朝求和，金城公主也致书唐玄宗请求和平。719年，唐蕃双方会盟，停止了战争。

### 亲政与其建树
721年乞力徐尚年死后开始亲政。他在位期间加强中央集权，建立了红册木牍制，将各地的户籍、税收、兵籍等的管理收归朝廷管理，并设立红册木牍典籍备案（744年起改用黄色藏纸记载）。同时对没用的官吏大幅度裁员，削减支出；打击强权大臣并多次巡视各地。他还下诏对贫困地区的税收进行减免，以缓和阶级矛盾。

### 与唐朝再开战端
然而吐蕃一直试图占据丝绸之路的交通要道。小勃律国位于今日克什米尔北部地区，吐蕃于722年袭击了该国。小勃律王没谨忙向唐朝求救，唐朝的北庭节度使张孝嵩发兵发兵击退了蕃军。
724年，陇右节度使王君㚟贪功主动袭击吐蕃，献捷于长安。这令主张和平的金城公主受到了孤立，十分尴尬，甚至准备出逃外国。而出于报复，吐蕃派韦·达扎恭略（藏語：དབས་ཏ་ར་ཁོང་ལོད，汉文文献作悉诺逻恭禄）于726年入侵唐朝甘州（今甘肃张掖）。王君㚟坚守不出，待其撤军后败其于青海湖一带。次年达扎恭略与烛龙莽布支攻破瓜州（甘肃瓜州县东南），俘虏王君㚟之父，迫使其不敢出兵，随后大掠边境而还。韦·达扎恭略以此次战功威震唐朝，成为大论；但河西节度使萧嵩使用反间计，散播韦·达扎恭略私通唐军的谣言，致使其被冤杀。此后吐蕃缺乏良将，在此后的多次战役中皆战败。在金城公主的建议下，吐蕃于733年与唐朝会盟于赤岭（今青海湟源日月山），双方确定了疆界并在赤岭竖立了界碑，达成和解。
736年，唐朝的河西节度使崔希逸提议双方都罢去边境的守将，吐蕃方面同意了。但次年崔希逸就背信弃义地袭击了吐蕃的青海湖一带。旋即吐蕃发兵攻打唐朝报复。而唐与吐蕃的战争，在739年金城公主逝世后战斗更加激烈，双方不断互相派兵攻击，其中以双方反复争夺石堡城（今青海湟源南）的战斗最为惨烈。749年，唐军的哥舒翰部以十分沉重的代价最终夺下了石堡城，并于753年夺回河西九曲之地。

### 西域的争夺、南诏的归顺
737年，吐蕃又派论结桑东则布（藏語：བློན་སྐྱེས་བཟང་སྡོང་ཙབ།）入侵小勃律，将其变为属国。帕米尔高原一带尽为吐蕃所据。但747年，安西都护高仙芝便攻破了小勃律，随后连破各个吐蕃属国；又于破吐蕃的盟国突骑施，擒吐火仙可汗、尔微特勒，一时间西域各国纷纷导向唐朝。
唐朝的军事行动触犯了黑衣大食（阿拔斯王朝）的利益，双方最终于751年在怛罗斯发生大规模交战。由于唐朝征调的葛逻禄军队的倒戈，导致了唐军几乎全军覆没，吐蕃在西域重新站稳了脚跟。
与此同时，位于吐蕃东南新兴的南诏国（吐蕃称之为“姜域”， 藏語：ལྗང་གི་ཡུལ），是唐朝与吐蕃争相拉拢的对象。南诏的不断扩张导致了唐朝与南诏关系的恶化，双方军事冲突不断。吐蕃趁机遣使通好于南诏。在吐蕃的招引下，南诏王阁罗凤于752年遣使向吐蕃朝贡，受封为“赞普锺”（ 藏語：བཙན་པོ་གཅུང་།），成为吐蕃的属国。此后很长一段时间里，吐蕃与南诏互相出兵支持，骚扰唐朝西南边境，成为唐朝的最大祸患。

### 发展佛教以及遇害
赤德祖赞有着信仰佛教的倾向，相传这是由于赤德祖赞看到了禄东赞藏于密室中的预言的缘故。该预言以松赞干布的口吻，称传位到玄孙辈一个名叫“赤与德”（ 藏語：ཁྲི་དང་ལྡེ）的人时，吐蕃将会成为信仰佛教的世界。由于赤德祖赞的名字中也有“德”（ 藏語：ལྡེ）这个音，赤德祖赞遂对佛教产生了兴趣，派遣阐卡木来果夏（藏語：བྲན་ཀ་མུ་ལེ་ཀོ་ཤ）、尼雅咱纳古玛热（藏語：གཉགས་ཛྙ་ན་ཀུ་མ་ར）前往天竺学习佛法，又在国内寻找佛教的高僧，同时派巴桑希（藏語：སྦ་སང་ཤི།）前往唐朝的五台山学习佛法。不少崇佛的大臣们也被提到了朝廷的要职。但九政务大臣中有朗·梅色（藏語：ལང་མྱེསཟིགས།）和末·东则布（藏語：འབལ་ལྡོང་ཙབ།）二人，欲勾结苏毗叛乱，心怀不轨。755年，赤德祖赞在亚著贝擦城（藏語：ཡ་འབྲོག་ས་ཚལ）赛马时，被二人害死。随后苏毗举兵反叛，但随即就被将军恩兰·达扎路恭平定，拥立王子赤松德赞即位。
赤德祖赞被葬于穆日山（藏語：མུ་ར་རི）松赞干布陵墓之左，称为“拉日祖囊”陵（ 藏語：ལྷ་རི་གཙུག་ནམ）。

## 脚注
1. ↑  《贤者喜宴》、《红史》等所有藏文史料都记载，赤德祖赞出生于阳铁龙年，也就是704年。参见《贤者喜宴》97页，脚注18。独《新唐书·吐蕃传》却记载杜松芒波杰死后“诸子争立，国人立弃隶缩赞为赞普，始七岁”，认为出生于698年。但《册府元龟》和《资治通鉴》也与藏文史料记载相同，因此应为704年出生。学者才让认为，这是因为当时系吐蕃使臣向唐朝谎报赞普的年龄而造成的记载错误。（《吐蕃史稿》108页）
2. 1 2  达扎路恭记功碑
3. ↑  敦煌本吐蕃历史文书，212页
4. 1 2 3  《贤者喜宴》93页
5. ↑  《吐蕃史稿》107页
6. 1 2 3 4 5  《新唐书·吐蕃传》
7. ↑  《贤者喜宴》97页
8. ↑  参见《西藏王统记》115~116页。原文称金城公主本来要嫁给赤德祖赞的儿子姜·察拉温（藏語：འཇང་ཚ་ལྷ་དབོན་），但使团行至半途时，王子突然坠马而死，乃改嫁赤德祖赞。但事实上根据各种藏文或汉文史料记载，当时赤德祖赞年仅7岁（一作14岁），不可能生有成年的儿子，因此嫁给王子一事与史实不符。
9. ↑  《敦煌本吐蕃历史文书增订本》，150页
10. ↑  《吐蕃史稿》108~109页
11. ↑  《吐蕃史稿》109~111页
12. ↑  《资治通鉴·唐纪二十八·玄宗至道大圣大明孝皇帝上》：“（开元十二年）冬十月丁酉，谢王特勒遣使入奏，称去年五月金城公主遣使诣失密国，云欲走归汝。”
13. ↑  《资治通鉴·唐纪二十九·玄宗至道大圣大明孝皇帝上》：“二月丁酉，金城公主请立碑于赤岭，以分唐与吐蕃之境。许之。”
14. ↑  《吐蕃史稿》119~120页
15. ↑  《吐蕃史稿》123~125页
16. ↑  《贤者喜宴》104页
17. ↑  《贤者喜宴》105页